# Hiisi
Hiisi (arrel: hiite-) són un tipus d'esperits guardians en les mitologies de la regió del Mar Bàltic, especialment de Finlàndia. Tot sovint se'ls considera malèvols o, com a mínim, esborroladors. Es troben a prop dels promontoris, de les esquerdes sinistres, dels còdols grans, de les coves, dels boscos, dels turons i d'altres accidents geogràfics fantàstics o terrenys rústics. Originalment, el terme significava "lloc sagrat". A l'idioma estonià, relacionat amb el finès, 'Hiis' encara significa bosc sagrat.
Al cap Hiisi l'ajudaven un munt de petits hiisi al Kalevala. En els poemes 13-14, Lemminkäinen persegueix l'ant del cap Hiisi.
"Hiisi" també era un dels dotze fills del Kaleva, el gran rei de Kainuu al Kalevala. Aquests fills, més tard, es van transformar en dotze constel·lacions del cel.
Més tard, l'aspecte de naturalesa terrorífica original inherent en el hiisi va minvar, i van passar al folklore com a esperits purament diabòlics. Segons aquesta visió més tardana, els Hiisi sovint eren petits pel que fa a les seves dimensions, però en algunes circumstàncies eren gegants. Els Hiisi podien viatjar en processó sorollosa i atacaven la gent que no els cedien el pas. Si algú deixava la porta oberta, un Hiisi podia entrar i robar qualsevol cosa. Si et perseguia un Hiisi, podies buscar refugi en una àrea cultivada. En el folklore, eren les zones cultivades les que estaven beneïdes i el dimoni hiisi no s'hi podia parar en aquestes zones santificades, és a dir, conreades per l'home.
Es creia que els Hiisi o els gegants havien eregit les estructures de pedra prehistòriques i els grans còdols de pedra. El mot finès per una tomba de l'edat del ferro (que consistia en una pila de roques) encara s'anomena un hiidenkiuas, pila de roques dels Hiisi.
Sovint, l'anglès "follet" es tradueix com a hiisi en finès, donades les nombroses similituds entre el follet típic i el hiisi. Hiisi també s'utilitza com a traducció d'orc en les novel·les de Tolkien.